# لینکلن ناویگیتور
لینکلن ناویگیتور (به انگلیسی: Lincoln Navigator) یکی از مدل‌های کمپانی لوکس لینکلن است. این خودرو در تصادفات 5 ستاره گرفته و از امکانات ایمنی و رفاهی مانند: ورود بدون کلید و استارت دکمه ای و گرمکن و سردکن برای هر دو ردیف صندلی( برای ردیف سوم گرمکن هم ارائه می شود ) و  ماساژور 2 ردیف صندلی و مانیتور یکپارچه 48 اینچی و مانیتور ردیف عقب و مانیتور  5/8 روی کنسول مرکزی عقب (برای تنظیم گرمکن و سردکن و قسمت های دیگر )  2 کاپ هلدر با گرمکن و سردکن عقب و میز کار در نسخه one و یخچال عقب در نسخه one و مانیتور سقفی و  ردیف سوم برقی با 14 یو اس بی و سوپر کروز* و وایرلس شارژ و پاناروما برقی و کنترل کشش و کنترل پایداری و کنترل ایستایی و کروز کنترل تطبیقی و 6 ایربگ و  پرده برقی و  دکمه کریستالی تنظیم صدا و نشان شوالیه در ستون سی و رمز ورود و  ارم نورانی در شب و چرم و چوب مرغوب کابین و پشت سری صندلی برقی و صندلی برقی جلو و ردیف دوم در نسخه 2025 و فرمان برقی و ترمز اظطراری و ترمز پارک خودکار و پارک خودکار و در های گالوینگ (کانسپت) و شیشه جانبی برقی و خوشبو کننده هوا و اتصال اینترنت و نیمکت و میز صندوق عقب و  چیدمان صندلی به صورت زیر:
3+2+2
رقبا فول سایز : هونگچی ال اس 7 و اسکالید و یوکان دنالی
موتور و قدرت : موتور 3/5 لیتری 6 سیلندر توئین توربو ,450 اسب بخار
فضای صندوق :590 لیتر
ظاهر : خطوط تیز و جلو پنجره عظیم با چراغ های هالوژن و ابعاد عظیم و رینگ های الیاژی بزرگ و ظاهر لوکس کابین با نورپردازی و داشیورد چرمی و چوب طبیعی